# ستاری اویازد
ستاری اویازد (به لهستانی:  Stary Ujazd) یک روستا در لهستان است که در گمینا اویازد (استان اوپوله) واقع شده‌است.